# Bernd Wippich
Bernd Maria Wippich (* 13. Januar 1950 in Hof (Saale); † 31. März 2014 in Klagenfurt, Österreich) war ein deutscher Sänger und Musiker. Er spielte bei diversen Gruppen Gitarre, Schlagzeug, Saxophon und sang. Unter anderem war er Mitglied bei den Petards und Randy Pie.

## Leben
Während seiner Schulzeit in den 1960er Jahren in Darmstadt spielte er ab dem Alter von 13 Jahren in verschiedenen Bands, ab 1966 dann auch oft in US-Clubs. 1970 zog er nach Kassel und schloss sich der erfolgreichen Band The Petards an. Ende 1972 ging er nach Hamburg und gründete die Band Randy Pie. Hier lernte er die aus Klagenfurt stammende Sängerin Freya Weghofer (* 1952) kennen. Weghofer und Wippich heirateten 1973. Gemeinsame Tochter der beiden ist die Synchronsprecherin und Sängerin Jennifer Böttcher.
Zusammen mit seiner Frau nahm er 1978 am deutschen Vorentscheid zum Grand Prix Eurovision mit dem Lied Ich trag’ deinen Namen teil und erreichte Platz 13. Danach nahm er mit ihr noch zwei Alben auf, um dann 1980 die Band Odin zu gründen. 1983 zogen er und Freya Wippich nach München, wo er meist für den privaten Hörfunk und als Produzent für andere Künstler tätig war. Ende 1991 widmete er sich wieder seiner Tätigkeit als Musiker. Nachdem sich die Petards 2002 wieder reorganisierten, spielte Bernd Wippich ab 2003 wieder bei dieser Band Gitarre und war ihr Leadsänger. 2006 zog die Familie nach Klagenfurt, wo er mit seinem Schwager Fredi Weghofer unter anderem das Duo 2xW gründete.
Bernd Wippich wurde 64 Jahre alt; er starb an einem Bronchialkarzinom.

## Diskografie (Auswahl)
- Mit den Petards: Burning Rainbows (Bear Family BFX 15088)
- mit Randy Pie: Randy Pie (Polydor 2949015); Sightseeing Tour (Polydor 2371491); Highway Driver (Polydor 2371555); Kitsch (Polydor 2371666); England, England – Recorded Live On Stage (Polydor 2664160)
- als Freya & Bernd Wippich: In eigener S(pr)ache (RCA PL28311); ... dann pfeif drauf / Schlaf, mein Kind (RCA PB5546)
- als FRIAR: FRIAR (RCA PL28337)
- mit Odin: Odlin (Babylon B 80 046)